# Comet (album)
Comet is het negende studioalbum van de Amerikaanse punkband The Bouncing Souls. Het album werd uitgegeven op 12 juni 2012 door Rise Records in samenwerking met Chunksaah Records op cd en lp. Comet is het eerste album dat de band via Rise Records heeft laten uitgeven. Het werd geproduceerd en opgenomen door Bill Stevenson van Descendents in The Blasting Room in Colorado.
Comet is het laatste studioalbum waar drummer Michael McDermott aan heeft meegewerkt. McDermott had de oorspronkelijke drummer in 1999 vervangen, en verliet de band in 2013. Hij werd op zijn beurt vervangen door George Rebelo.
Begin 2012 hield de band een tournee door Europa met een enkele tussenstop in Canada. Om de uitgave van het nieuwe album te promoten, werd er een tournee door de Verenigde Staten aan vastgeplakt. De meeste concerten van deze tweede tournee werden gespeeld met de punkbands The Menzingers en Luther.

## Nummers
1. "Baptized" - 3:22
2. "Fast Times" - 3:22
3. "Static" - 2:56
4. "Coin Toss Girl" - 4:05
5. "Comet" - 5:21
6. "We Love Fun" - 2:33
7. "Infidel" - 1:42
8. "DFA" - 2:34
9. "In Sleep" - 4:39
10. "Ship in a Bottle" - 3:48

## Band
- Greg Attonito - zang
- Pete Steinkopf - gitaar
- Bryan Kienlen - basgitaar
- Michael McDermott - drums